# Kingsley Madu
Kingsley Madu (Kaduna, 12 dicembre 1995) è un calciatore nigeriano, difensore del Zemplín Michalovce.

## Caratteristiche tecniche
È un terzino sinistro mancino.

## Carriera

### Club
Il 1º marzo 2014 esordisce giocando da titolare contro lo Žilina (2-1).

## Palmarès

### Club

#### Competizioni nazionali
- Coppa di Slovacchia: 2

AS Trenčín: 2014-2015, 2015-2016
- Campionato slovacco: 2

AS Trenčín: 2014-2015, 2015-2016
- Coppa del Belgio: 1

Zulte Waregem: 2016-2017

### Nazionale
- Bronzo olimpico: 1

Rio de Janeiro 2016